# Participación en pérdidas y ganancias
El reparto de pérdidas y ganancias (también llamada PLS o banca participativa ) es un término aplicado a formas de financiación de capital que cumplen con la Sharia, como mudarabah y musharakah . Estos mecanismos cumplen con la prohibición religiosa de los intereses sobre los préstamos a los que suscriben la mayoría de los musulmanes. El término Mudarabah (مضاربة) se refiere a "finanzas fiduciarias" o contrato de sociedad pasiva, mientras que el término Musharakah (مشاركة o مشركة)  se refiere al contrato de participación accionaria. Otras fuentes incluyen sukuk (también llamados "bonos islámicos")  y la inversión de capital directa (como la compra de acciones ordinarias) como tipos de PLS.
Las ganancias y pérdidas compartidas en PLS son las de una empresa comercial o individuo que ha obtenido capital del banco/institución financiera islámica (no se emplean las expresiones "deuda", "pedir prestado", "préstamo" y "prestamista"). Conforme se reembolsa el financiamiento, el proveedor de capital obtiene un porcentaje acordado de las ganancias (o deduce si hay pérdidas) junto con el principal del financiamiento. A diferencia de un banco convencional, no se cobra una tasa de interés fija junto con el principal del préstamo. Además, y a diferencia de la banca convencional, el banco PLS actúa como socio de capital (en la forma mudarabah de PLS) y funciona como intermediario entre el inversor por un lado y el empresario/prestatario por el otro. El propósito es promover "el concepto de participación en una transacción respaldada por activos reales, utilizando los fondos en riesgo en régimen de participación en pérdidas y ganancias".
El reparto de pérdidas y ganancias es una de los dos tipos de financiación islámica, la otra son instrumentos parecidos a la deuda  como murabaha, istisna'a (un tipo de contrato a plazo ), salam y leasing, que implican la compra y el alquiler. de activos y servicios sobre una base de rendimiento fijo. Si bien los primeros promotores de la banca islámica (como Mohammad Najatuallah Siddiqui ) tenían la intención de que el PLS fuera el principal modo de financiación islámica, el empleo de la financiación de rendimiento fijo ahora supera con creces el del PLS en la industria financiera islámica.

## Conceptos
La premisa implícita en PLS es el término shirkah (similar a una empresa conjunta ) en el que los socios comparten las ganancias y pérdidas dependiendo de su propiedad.  Esta premisa se puede ejecutar a través de mudarabah, musharaka,  o un contrato que mezcle ambos conceptos.  Uno de los pioneros de la banca islámica, Mohammad Najatuallah Siddiqui, sugirió un modelo de dos niveles como fundamento de una banca sin riba, siendo mudarabah el procedimiento principal, complementado con una serie de modelos de rendimiento fijo. – margen ( murabaha ), arrendamiento ( ijara ), anticipos en efectivo para la adquisición de productos agrícolas ( salam ) y anticipos en efectivo para la fabricación de activos ( istisna ' ), etc. En la práctica, los modelos de rendimiento fijo – en particular el modelo murabaha – se han convertido en los favoritos del banco, ya que la financiación a largo plazo con mecanismos de participación en pérdidas y ganancias ha llegado a ser más riesgosa y costosa que los préstamos a largo o medio plazo de los bancos tradicionales.

### Mudarabah

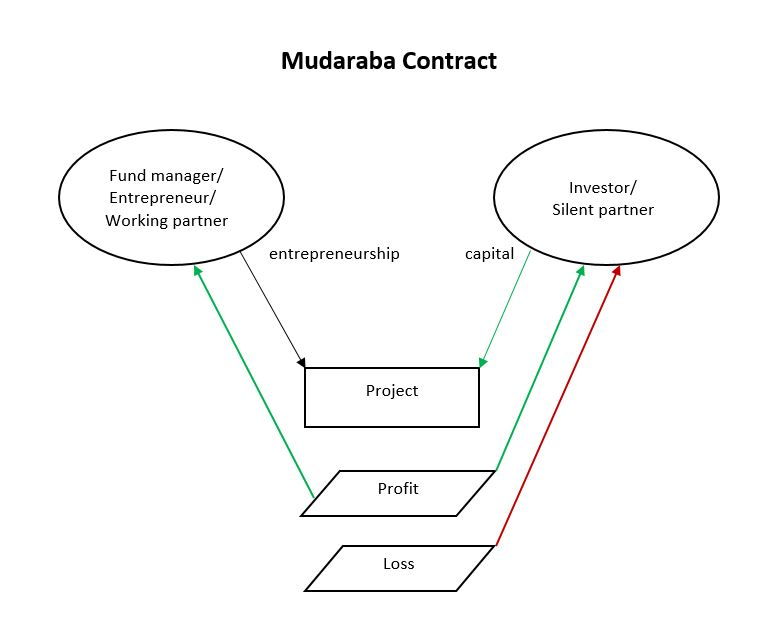
Estructura del contrato mudaraba simple

Mudarabah es una sociedad en la que uno de los participantes aporta el capital mientras que la otra proporciona la mano de obra y ambas comparten las ganancias.   El participante que proporciona el capital se llama rabb-ul-mal ("socio silencioso", "financiero"), y el participante que proporciona el trabajo se llama mudarib ("socio trabajador"). En el mudaraba clásico, el financiero aporta el 100% del capital; los casos en los que el capital lo aportan tanto el financista como el socio trabajador dan lugar a un contrato conjunto de mudarabah-musharakah.  Los beneficios obtenidos se reparten entre los individuos participantes según una proporción pre-acordada. Si hay una pérdida, rabb-ul-mal perderá su capital y el partido mudarib perderá el tiempo y el esfuerzo invertido en el proyecto. Las ganancias normalmente se comparten entre un 50% y un 50% o entre un 60% y un 40% para rabb ul mal - mundarib .
Además, Mudaraba es financiación de capital de riesgo de un empresario que proporciona mano de obra, mientras que el banco proporciona la financiación para que se compartan tanto los beneficios como también el riesgo. Dichos acuerdos de participación entre capital y trabajo reflejan la visión islámica de que el prestatario no debe soportar todo el riesgo/costo de una quiebra, lo que da lugar a una distribución equilibrada del ingreso y no permite que el prestamista monopolice la economía.
Los musulmanes creen que Jadija, la esposa del profeta islámico Mahoma, empleó un contrato de Mudaraba con Mahoma en las expediciones comerciales de Mahoma en el norte de Arabia. – Khadija proporcionó el capital, y por su parte, Mahoma proporcionó la mano de obra/emprendimiento.
Los contratos de Mudaraba se utilizan en los préstamos interbancarios. Los bancos prestatarios y prestamistas negocian el ratio PLS; por otro lado, los contratos pueden ser tan breves como de un día para otro y hasta de un año.
Los contratos en Mudarabah pueden ser restringidos o no restringidos.
- En una al-mudarabah al-muqayyadah ( mudarabah restringida), el rabb-ul-mal puede especificar un negocio particular para el mudarib, en cuyo caso invertirá el dinero en ese negocio particular únicamente. [16] Para el titular de la cuenta, una mudarabah restringida puede autorizar a las IIFS (instituciones que ofrecen servicios financieros islámicos) a invertir sus fondos basándose en mudarabah o contratos de agencia con ciertas restricciones en cuanto a dónde, cómo y con qué propósito deben invertirse.[17] Para el cliente del banco, se mantendrían en " Fondos de inversión" en lugar de " Cuentas de inversión".[18]
- En una al-mudarabah al-mutlaqah ( mudarabah sin restricciones), el rabb-ul-mal permite al mudarib emprender cualquier negocio que desee y, por lo tanto, le autoriza a invertir el dinero en cualquier negocio que considere adecuado. [16] Para el titular de la cuenta, los fondos se invierten sin restricciones basadas en contratos mudarabah o wakalah (agencia), y la institución puede mezclar los fondos de los inversores con sus propios fondos e invertirlos en una cartera común,[17] yendo a " Cuentas de inversión" en lugar de que " Fondos de Inversión".[18]

También pueden ser de primer o dos niveles.
- La mayoría de los contratos mudarabah son contratos simples / de primer nivel en los que el depositante/cliente trata con el banco y no con el empresario que utiliza los fondos invertidos.
- En el mudarabah de dos niveles, el banco actúa como intermediario entre el depositante y el empresario al que se proporciona financiación. Se utilizan dos niveles cuando el banco carece de la capacidad para actuar como inversionista o la experiencia para actuar como administrador del fondo.[19]

Una variante práctica del mudarabah de dos niveles (que ha causado algunas quejas) es la que reemplaza el reparto de pérdidas y ganancias entre el depositante y el banco por el reparto de beneficios – siendo todas las pérdidas problema exclusivo de los depositantes. En lugar de que tanto el banco como sus depositantes sean los propietarios del capital ( rabb al-mal ), y el empresario el mudarib, el banco y el empresario ahora son los dos mudarib, y si hay alguna pérdida después de cubrir los gastos generales y operativos, entonces se transmiten a los depositantes. Un crítico (Ibrahim Warde) ha denominado esto "peligro moral islámico", en el sentido de que los bancos son capaces de "privatizar las ganancias y socializar las pérdidas".
Otro crítico (MA Khan) ha cuestionado el fundamento subyacente de justicia del mudarabah para con el mudarib . En lugar de que los préstamos a interés fijo sean injustos para el empresario/prestatario, Khan plantea la cuestión de si no es injusto para el rabb al-mal (proveedor de finanzas) "obtener un rendimiento sólo si los resultados de la inversión son rentables"; esto se debe a que, al aportar fondos han hecho su parte para hacer posible la inversión, mientras que las acciones del empresario/prestatario – su inspiración, competencia, diligencia, probidad, etc. – tienen mucho más poder sobre si la inversión es rentable o fracasa y en qué medida.

### Musharaka

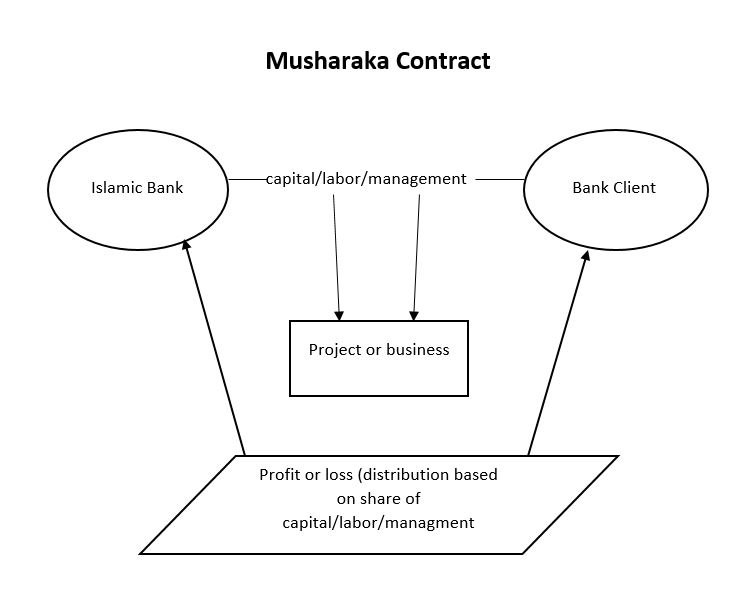
Estructura del contrato musharaka simple

Musharakah es un término para referirse a una empresa conjunta, en la cual todas las partes participantes comparten las ganancias o pérdidas de la empresa conjunta.  Las dos (o más) partes que proporcionan el capital a una empresa dividen las ganancias y pérdidas netas de forma prorrateada . Algunas definiciones académicas aceptadas del mismo incluyen: "Acuerdo de asociación con la condición de que el capital y su beneficio sean comunes entre dos o más personas", ( Mecelle )  "Un acuerdo entre dos o más personas para realizar un negocio particular con la visión de compartir ganancias mediante inversión conjunta" (Ibn Arfa), "Un contrato entre dos personas que inician un negocio financiero para obtener ganancias" (Muhammad Akram Khan).
La expresión Musharakah se utiliza a menudo en proyectos de inversión, cartas de crédito y en la compra de bienes inmuebles o propiedades. En el caso de bienes inmuebles o propiedades, el banco evalúa un alquiler imputado y lo compartirá según lo acordado de antemano. Todos los proveedores de capital tienen derecho a participar en la gestión; no obstante, no están necesariamente obligados a hacerlo. La ganancia se distribuye entre los socios en porciones previamente acordadas por los participantes, mientras que la pérdida corre a cargo de cada socio estrictamente en proporción a las respectivas aportaciones de capital. Este concepto es diferente de la inversión en renta fija (es decir, la emisión de préstamos).
La expresión Musharakah se utiliza en transacciones comerciales y, a menudo, para financiar una compra importante. Los bancos islámicos prestan su dinero a las empresas mediante la emisión de préstamos a tipo de interés flotante, donde el tipo flotante está vinculado a la tasa de rendimiento de la empresa y sirve como beneficio del banco sobre el préstamo. Una vez que se ha reembolsado el importe principal del préstamo, se finaliza el contrato 
- Shirka al'Inan es una sociedad Musharaka en la que los socios son meros agentes pero no actúan como garantes del otro socio.[32]
  - Diferentes accionistas tienen diferentes derechos y tienen derecho a diferentes participaciones en las ganancias.
  - Al'Inan se limita a una empresa específica y es más común que Al Mufawada.
- Mufawada es una "asociación ilimitada, sin restricciones e igualitaria".[32]
  - Todos los participantes tienen la misma clasificación en todos los aspectos (contribuciones iniciales, privilegios y ganancias finales)
  - Los socios son a la vez agentes y garantes de otros socios.[32]

Otras fuentes distinguen entre Shirkat al Aqd (sociedad contractual) y Shirkat al Milk (copropiedad), aunque discrepan sobre si son formas de "musharaka decreciente" o no.

#### Musharaka permanente
Los inversores/socios reciben una porción de las ganancias a prorrata.
- La duración del contrato no se especifica y la sociedad continúa mientras las partes interesadas acuerden que continúe.
- Una estructura adecuada para financiar proyectos a largo plazo que necesiten financiación a largo plazo.[34]

#### Asociación decreciente
Musharaka puede ser una "sociedad consecutiva" o una "sociedad de saldo decreciente" (conocida así mismo como "sociedad decreciente" o "musharaka decreciente").
- En una "sociedad consecutiva", los socios conservan el mismo nivel de participación en la sociedad hasta el final de la empresa conjunta, a menos que retiren o transfieran sus acciones en su totalidad. Se utiliza cuando un banco invierte en "un proyecto, una empresa conjunta o una actividad comercial",[35] pero generalmente en financiación de viviendas,[36] donde las acciones de la vivienda se transfieren al cliente que la compra.
- En una "sociedad decreciente" ( Musharaka al-Mutanaqisa, también "Musharaka decreciente") la participación de un socio disminuye a medida que la del otro la adquiere gradualmente hasta que ese socio posee la totalidad de la participación. Este mecanismo se utiliza para financiar la compra de un cliente de un banco, generalmente (o a menudo) de bienes inmuebles donde la participación decreciente es la del banco y el socio que adquiere el 100% es el cliente. La asociación comienza con una compra, el cliente "empieza a alquilar o utilizar el activo y comparte las ganancias con (o paga un alquiler mensual) a su socio (el banco) según una proporción acordada".[37][38]

Si se produce un incumplimiento, tanto el banco como el prestatario obtienen una proporción de los ingresos de la venta de la propiedad en función del patrimonio actual de cada parte. Los bancos que utilizan esta asociación (a partir de 2012), incluidos American Finance House, y Dubai Islámico Bank.
La asociación decreciente es una variante particularmente popular de estructurar una hipoteca islámica para financiar viviendas/bienes raíces y se asemeja a una hipoteca residencial. El financiero islámico compra la casa en nombre del otro "socio", el comprador final, quien será el que luego paga al financiero cuotas mensuales combinando los importes de
1. alquiler (o pagos de arrendamiento) y
2. pago de compra

hasta completar el pago. Por consiguiente, una asociación Musharaka decreciente en realidad consiste en un contrato de asociación musharakah y otros dos contratos islámicos. – que suelen ser ijarah (arrendamiento por parte del banco de su parte del activo al cliente) y bay' (venta gradual de la parte del banco al cliente).

En teoría, una Musharaka decreciente para la compra de una vivienda se distingue de una hipoteca convencional en que no cobra intereses sobre el préstamo, sino "alquiler" (o pago de arrendamiento) que se basa en viviendas comparables de la zona. Pero, según la queja de un crítico (MA El-Gamal), algunos
"[...] bancos aparentemente islámicos ni siquiera tienen la más mínima intención de intentar disfrazar el papel de las tasas de interés del mercado en una 'musharaka decreciente', y... la tasa de 'alquiler' se deriva directamente de las tasas de interés convencionales y no de ninguna imputada 'justa'. alquiler de mercado'".
El-Gamal propone como ejemplo la explicación del Banco Islámico de Gran Bretaña de que sus 'tipos de alquiler' se refieren a tipos de interés comerciales "como el Libor (tipo [de interés] ofrecido por el Interbancario de Londres) más un margen de beneficio añadido", en vez de derivarse de los niveles de alquiler predominantes de unidades equivalentes en el vecindario. El Banco Meezan de Pakistán se muestra cauto al utilizar el término " tasa de beneficio ", pero se basa en KIBOR (tasa [de interés] de oferta interbancaria de Karachi).
En palabras de Takao Moriguchi, la musharakah mutanaqisa es bastante ffrecuente en Malasia, pero las dudas sobre el cumplimiento de la sharia se traducen en que "no prevalece tanto en los países del Consejo de Cooperación del Golfo (CCG) como Arabia Saudita, Kuwait, los Emiratos Árabes Unidos, Qatar, Bahrein, y Omán".

### Diferencias
Un arreglo mudarabah se distingue del musharakah en varios aspectos:
| Concepto  | Mudarabah | Musharaka |
| --------- | --- | --- |
| Inversión | Proviene únicamente del "financiero" ( rabb-ul-maal ) no del "socio de trabajo" | Proviene de todos los socios |
| Propiedad | Todos los bienes adquiridos durante la empresa pertenecen al "financiero" no al "socio de trabajo" | Propiedad conjunta de todos los socios en proporción a su inversión                                                                       |
| Pérdida   | Corre a cargo únicamente del "financiero". La pérdida del "socio trabajador" se limita al tiempo dedicado a la empresa. Sin embargo, el "socio trabajador" es responsable de las pérdidas debidas a mala conducta (por ejemplo, robo), negligencia o incumplimiento de los términos del contrato. | A cargo de todos los socios de acuerdo con la relación inversión/propiedad                                                                |
| Ganancia  | Las ganancias generalmente se dividen según una proporción acordada previamente entre el "financiero" y el "socio de trabajo". | La mayoría de los académicos opinan que las ganancias deben distribuirse entre los socios de acuerdo con la relación inversión/propiedad. |

## Promesas y desafíos
El reparto de pérdidas y ganancias se ha denominado "la principal justificación"  o incluso "el propósito mismo" del movimiento financiero y bancario islámico"  y la "característica básica y principal de la financiación islámica".
Uno de sus defensores, Taqi Usmani, lo imaginó convirtiendo las economías mediante
- recompensar el "comportamiento honesto, honorable y directo";
- proteger a los ahorradores eliminando la posibilidad de colapso de los bancos individuales y de los sistemas bancarios;
- sustituir las "tensiones" de los ciclos económicos y económicos por un "flujo constante de dinero hacia las inversiones";
- garantizar un "dinero estable" que alentaría a "la gente a adoptar una visión más amplia" al considerar el retorno de la inversión;
- permitiendo que "las naciones y los individuos" "recuperen su dignidad" conforme se liberen de la "esclavitud de la deuda".[49]

Usmani considera que el reparto de pérdidas y ganancias es el instrumento financiero islámico "ideal" y superior al financiamiento islámico basado en deuda (como las ventas a crédito).  Usmani señala que algunos economistas no musulmanes [Note 2] han apoyado el desarrollo de mercados de valores en "áreas de finanzas actualmente atendidas por deuda"  (aunque no apoyan la prohibición de los intereses sobre los préstamos).

### Falta de uso
Si bien en un principio se planteó (al menos en forma mudarabah ), como "la base de una banca libre de riba", con modelos financieros de rendimiento fijo sólo como complementos, son esos productos de rendimiento fijo cuyos activos- La subgestión supera con creces a la de reparto de pérdidas y ganancias.
De acuerdo a un estudio de 2000-2006 (realizado por Khan M. Mansoor y M. Ishaq Bhatti) encontró que el financiamiento PLS en los "bancos islámicos líderes" había bajado a sólo el 6,34% del financiamiento total, frente al 17,34% en 1994-6. Los "contratos basados en deuda" o "instrumentos similares a la deuda" ( murabaha, ijara, salam e istisna ) resultaron mucho más populares en la muestra. Otro estudio (Suliman Hamdan Albalawi, publicada en 2006) concluyó que las técnicas PLS ya no eran "un principio central de la banca islámica" en Arabia Saudita y Egipto. En Malasia, otro estudio halló que la proporción de financiación musharaka disminuyó del 1,4% en 2000 al 0,2% en 2006.

En su libro, Introducción a las finanzas islámicas, Usmani se queja abiertamente del hecho de que no haya "esfuerzos visibles" para revertir esta dirección de la banca islámica.
No obstante, lo cierto es que los bancos islámicos deberían haber avanzado hacia la musharakah gradualmente... Por desgracia, los bancos islámicos han pasado por alto este requisito básico de la banca islámica y no hay esfuerzos visibles para avanzar hacia esta transacción, ni siquiera de manera gradual, ni siquiera de forma selectiva. 
Esta "adopción a gran escala" de modos de financiación de rendimiento fijo de parte de las instituciones financieras islámicas ha sido criticada por eruditos de la sharia y pioneros de las finanzas islámicas como Mohammad Najatuallah Siddiqui, Mohammad Umer Chapra, Muhammad Taqi Usmani y Khurshid Ahmad, quienes han "argumentado con vehemencia que alejarse de musharaka y mudaraba simplemente frustraría la finalidad del movimiento financiero islámico en sí".
(Por lo menos un erudito – MS Khattab – ha cuestionado la base en la ley islámica para el sistema mudarabah de dos niveles, argumentando que no hay situaciones en los que el mudharib haya pasado fondos a otro mudharib . [Note 3]

### Explicaciones de la falta
Los expertos, a su vez, han criticado a los defensores del PLS por permanecer "ajenos al hecho" de que el motivo por el que el PLS no ha sido extensamente adoptado "radica en su ineficiencia" (Muhammad Akram Khan), y su forma de pensar "insensible a las consecuencias". suponiendo que una "amplia oferta" de herramientas PLS "creará su propia demanda" (Nawab Haider Naqvi), a pesar del desinterés de los consumidores. Faleel Jamaldeen describió la disminución en el uso de PLS como un mecanismo de crecimiento natural, en el que el reparto de pérdidas y ganancias fue reemplazado por otros contratos porque los modos de PLS "ya no eran suficientes para complacer las peticiones de la industria de financiación de proyectos, financiación de viviendas, gestión de liquidez y otros productos".
Riesgo moral
En lo que respecta a los pasivos, Feisal Khan defiende que tiene lugar un "consenso establecido desde hace mucho tiempo" en el que la financiación mediante deuda es superior a la inversión en acciones (PLS es inversión en acciones) debido a la " asimetría de información " entre el financista/inversor y el prestatario/empresario – el financista/inversor necesita determinar con precisión la solvencia crediticia del prestatario/empresario que busca crédito/inversión (el prestatario/empresario no tiene tal carga). Determinar la solvencia crediticia necesita mucho tiempo y es costoso, y los contratos de deuda con garantías sustanciales minimizan el riesgo de carecer de información o no tener la suficiente ya disponible. Según el rector de Al-Azhar, Muhammad Sayyid Tantawy, "las sociedades silenciosas [ mudarabah ] siguen las condiciones estipuladas por los socios. Ahora vivimos en una época de gran deshonestidad, y si no especificamos un beneficio fijo para el inversor, su socio consume sus recursos." 
El cliente del banco tiene un fuerte incentivo para declarar al banco menos beneficios de los que realmente ha obtenido, porque perderá una fracción de estos beneficios para el banco. Debido a que el cliente sabe más que el banco sobre su negocio, su contabilidad, su flujo de ingresos, etc., la empresa tiene una ventaja informativa sobre el banco que establece los niveles de ganancias. (Por ejemplo, una manera en la que un banco puede reportar beneficios inferiores a los reales es depreciando los activos a un nivel superior al desgaste real). Los bancos pueden intentar compensar con monitoreo, inspecciones al azar y revisando decisiones importantes de la empresa asociada., pero esto requiere "personal y recursos técnicos adicionales" cuya responsabilidad los bancos convencionales competidores no tiene que asumir.
Unos niveles más altos de corrupción y una economía no-oficial o clandestina de dimensiones superiores en los que no se declaran los ingresos indican información crediticia más deficiente y más difícil de encontrar para los financieros/inversores. Existen en la actualidad varios indicadores de que esto es un problema en los países de mayoría musulmana (como la presencia de la mayoría de los países de mayoría musulmana en la mitad inferior del Índice de Percepción de la Corrupción de Transparencia Internacional y la "evasión fiscal generalizada tanto en el sector formal como en el informal" de Medio Oriente). África oriental y septentrional, según AR Jalali-Naini.)  No obstante, incluso en los Estados Unidos, más desarrollados, el mercado de capital de riesgo (donde el financista adquiere una participación accionaria directa en las empresas que financia, como PLS ) fluctúa entre aproximadamente 30.000 millones de dólares (2011-2012) y 60.000 millones de dólares (2004), comparado con un mercado de "varios billones de dólares" para la financiación empresarial.
Desde su punto de vista, Taqi Usmani afirma que los inconvenientes del PLS se eliminarían prohibiendo los intereses y exigiendo que todos los bancos funcionen según un "patrón islámico puro con el cuidadoso apoyo del Banco Central y el gobierno". El peligro de deshonestidad por parte de prestatarios/clientes se solucionaría
1. exigir a todas las empresas/corporaciones que utilicen una calificación crediticia;
2. implementar un sistema de auditoría "bien diseñado".[64]

Otras explicaciones
Actualmente se han ofrecido (y refutado) otras explicaciones de por qué el uso de instrumentos PLS ha decrecido a proporciones casi insignificantes:
- La mayoría de los banqueros islámicos comenzaron sus carreras en bancos convencionales, por lo que sufren una "resaca" y siguen pensando en los bancos "como proveedores de liquidez/crédito en lugar de vehículos de inversión".[65][66]
  - Pero en 2017, la banca islámica ya existía desde hacía más de cuatro décadas y "muchos, si no la mayoría", de los banqueros islámicos habían "desempeñado toda su carrera" en instituciones financieras islámicas.[66]
- En algunos países, los intereses se aceptan como gasto empresarial y se les otorga exención de impuestos, pero las ganancias se gravan como ingresos. Los clientes de la empresa que obtienen fondos sobre la base de PLS deben soportar una carga financiera, en términos de impuestos más altos, que no tendrían si obtuvieran los fondos sobre la base de intereses o contratos de deuda fija;[5][60]
  - Sin embargo, a partir de 2015, este ya no es el caso en "la mayoría de las jurisdicciones", según Faisal Khan.[66] En el Reino Unido, por ejemplo, donde el gobierno espera convertir un centro IBF, se ha eliminado "la doble imposición de las hipotecas islámicas tanto para individuos como para corporaciones", y existe un "tratamiento fiscal favorable a la emisión de deuda islámica".[67]
- Los productos islámicos tienen que ser aprobados por los reguladores bancarios que se ocupan del mundo financiero convencional y, por lo tanto, deben tener una función idéntica a los productos financieros convencionales.[68]
  - Pero los bancos de países cuyos gobiernos prefieren la banca islámica a la convencional – es decir, Malasia, Pakistán, Sudán, Irán – no muestran más inclinación hacia la participación en pérdidas y ganancias que los de otros países.[63] Las regulaciones de las instituciones financieras en estos países tampoco han divergido en su forma de las de otros países "convencionales".

En lo que respecta a la forma en que se ofrecen los valores islámicos, el proceso y las reglas para tales ofertas, incluso en aquellas jurisdicciones con regímenes de licencia especiales, son, en efecto, las mismas. (Por ejemplo, las reglas que rigen la cotización de bonos islámicos emitidos por la Autoridad de Valores y Productos Básicos de los Emiratos Árabes Unidos son casi idénticas a las reglas que rigen la cotización de bonos convencionales, salvo por el uso de la palabra [sic] 'beneficio' en lugar de 'interés' 
- Según el economista Tarik M. Yousef, la financiación a largo plazo con mecanismos de participación en pérdidas y ganancias es "mucho más arriesgada y costosa" que los préstamos a largo o medio plazo de los bancos convencionales.[10]
- Las instituciones financieras islámicas buscan evitar el "riesgo de exposición a pérdidas indeterminadas".[5]
- En la banca convencional, los bancos pueden emplear todos sus activos y optimizar sus ganancias pidiendo prestado e invirtiendo durante cualquier período de tiempo, incluidos períodos cortos, como un día aproximadamente. La tasa de interés se puede calcular para cualquier período de tiempo. Sin embargo, el tiempo que lleva determinar una ganancia o pérdida puede no ser tan flexible y es posible que los bancos no puedan utilizar PLS para inversiones a corto plazo.[70]
- En el otro lado del libro mayor, a sus clientes/prestatarios/clientes no les gusta ceder ninguna "soberanía en la toma de decisiones" al tomar al banco como socio,[5] lo que generalmente significa abrir sus libros al banco y la posibilidad de Intervención bancaria en los asuntos comerciales cotidianos.[7]
- Debido a que los clientes/prestatarios/clientes pueden compartir pérdidas con los bancos en un financiamiento PLS, ellos (los clientes) tienen menos incentivos financieros para evitar pérdidas de proyectos riesgosos e ineficiencia que los que tendrían con préstamos convencionales o basados en deuda.[71]
- Los modelos competidores de rendimiento fijo, en particular el modelo murabaha, proporcionan "resultados muy similares a los modelos financieros basados en intereses" con los que los depositantes y prestatarios están familiarizados.[7]
- En cuanto a la tasa de participación en pérdidas y ganancias – es decir, el "porcentaje acordado de las ganancias (o deducción de pérdidas)" que el banco islámico toma del cliente – no hay mercado que lo establezca ni regulación gubernamental al respecto. Esto deja abierta la posibilidad de que el banco pueda explotar al cliente con tasas excesivas.[72][73]
- PLS tampoco es adecuado ni factible para proyectos sin fines de lucro que necesitan capital de trabajo (en campos como la educación y la atención médica), ya que no obtienen ganancias para compartir.[5] [60]
- Los derechos de propiedad en la mayoría de los países musulmanes no se han definido adecuadamente. Esto dificulta la práctica de compartir las pérdidas y ganancias;[5] [60] [74][75]
- Los bancos islámicos deben competir con los bancos convencionales que están firmemente establecidos y tienen siglos de experiencia. los bancos islámicos que todavía están desarrollando sus políticas y prácticas y se sienten restringidos a la hora de asumir riesgos imprevistos;[5] [60]
- Los mercados secundarios para productos financieros islámicos basados en PLS son más pequeños;[5] [60]
- Una de las formas de PLS, mudaraba, proporciona sólo derechos de control limitados a los accionistas del banco y, por lo tanto, niega a los accionistas un sistema de control consistente y complementario.[5] [60]
- La dificultad para expandir un negocio financiado a través de mudaraba debido a las limitadas oportunidades para reinvertir ganancias retenidas y/o recaudar fondos adicionales.[74]
- La dificultad para el cliente/prestatario/cliente/empresario de convertirse en el único propietario de un proyecto financiado a través de PLS, excepto mediante la disminución de musharaka, lo que puede llevar mucho tiempo.[74]
- Además, la estructura de los depósitos de los bancos islámicos no es lo suficientemente a largo plazo, por lo que los inversores evitan involucrarse en proyectos a largo plazo.[74]
- La sharia exige ayudar a los pobres y a los grupos vulnerables como los huérfanos, las viudas y los jubilados. En la medida en que estos grupos tengan capital, buscarán preservarlo y generar fuentes de ingresos estables y confiables. Mientras que las cuentas de ahorro convencionales que devengan intereses ofrecen inversiones tan conservadoras, las PLS no.[76]

## Industria

### Sudán
Entre 1998 y 2002, el musharkaka representó el 29,8% de la financiación en Sudán y el mudaraba el 4,6%, gracias, al menos en parte, a la presión del gobierno islámico. Los críticos se quejan de que la industria bancaria de ese país no estaba siguiendo el espíritu bancario islámico, ya que la inversión iba dirigida a los "principales accionistas y miembros de la junta directiva" de los bancos.

### Kuwait
En Kuwait, la Kuwait Finance House es el segundo banco más grande y estaba exenta de algunas regulaciones, de modo que podía invertir directamente en propiedades y llantas y participar directamente en la financiación musharaka de corporaciones y "en general, actuar más como una sociedad de cartera que como un banco". No obstante, en 2010, el 78,4% de sus activos estaban en murabahah, ijara y otras fuentes ajenas al PLS.

### Pakistán
La República Islámica de Pakistán promueve oficialmente la banca islámica – por ejemplo (a partir de 2002) prohibiendo la creación de bancos convencionales no islámicos. Entre sus programas bancarios islámicos está el establecimiento de "grupos musharaka" para los bancos islámicos utilizando su plan de refinanciación de exportaciones. En lugar de prestar dinero a los bancos con tasa del 6,5% para que estos presten dinero a las empresas exportadoras al 8% (como lo hace con los bancos convencionales), utiliza un fondo común musharaka donde, en lugar de cobrar el 8%, las empresas que buscan créditos para la exportación " cobraba a los bancos financieros una tasa de beneficio promedio basada en la tasa obtenida por el financiamiento ofrecido a diez clientes corporativos de bancos de primera línea". Sin embargo, el crítico Feisal Khan se queja de que, a pesar del "rigamarole" de instrucciones detalladas para establecer el fondo común y la tasa de beneficio, al final el Banco Estatal limita la tasa a "la tasa declarada por el Estado bajo su plan de financiación de exportaciones".
Otro uso de musharaka en Pakistán es por parte de uno de los bancos islámicos más grandes ( Meezan Bank ), que ha intentado remediar un problema importante de la banca islámica. – concretamente, aportar  líneas de crédito para las necesidades laborales de las empresas clientes. Esto lo hace con un (putativo) musharaka "servicio financiero islámico". Dado que los caballos de batalla de las finanzas islámicas son vehículos basados en productos como murabaha, que vencen una vez que el producto ha sido financiado, no proporcionan una financiación estable. – una línea de crédito – para que las empresas aprovechen. El mecanismo de financiación del funcionamiento islámico sí lo hace. El banco aporta su inversión a la empresa como socio cubriendo la "posición neta (negativa) de la empresa al final del día". "El banco recibe beneficios diariamente sobre su contribución neta utilizando el tipo de interés interbancario de oferta de Karachi más un margen establecido por el banco como base para fijar el precio". Sin embargo, según el crítico Feisal Khan, se trata de una asociación islámica sólo de nombre y no se diferencia de una "línea de crédito convencional sobre la base de un producto diario".

### Banco Islámico de Desarrollo
Entre 1976 y 2004, sólo alrededor del 9% de las transacciones financieras del Banco Islámico de Desarrollo (BID) se realizaron en PLS, aumentando al 11,3% en 2006-7. Esto a pesar de que el BID no es una agencia multilateral de desarrollo ni un banco comercial con fines de lucro. (Si bien se supone que los fondos excedentes colocados en otros bancos están restringidos a derroteros que cumplen con la Shariah, la prueba de este cumplimiento se dejó a la afirmación de los prestatarios de los fondos y no a ninguna auditoría.) 

### Estados Unidos
En los Estados Unidos, la industria bancaria islámica representa una proporción mucho menor de la industria bancaria que en países de mayoría musulmana, pero está involucrada en la 'musharaka decreciente' para financiar la compra de viviendas (junto con Murabaha e Ijara ). Como en otros países, la parte del alquiler de la musharaka se basa en la tasa de interés hipotecaria vigente en lugar de la tasa de alquiler vigente. Un periodista (Patrick O. Healy 2005) encontró que los costos de esta financiación son "mucho más altos" que los convencionales debido a los mayores costos de cierre  Refiriéndose a los costos más altos de las finanzas islámicas, un banquero (David Loundy) cita a un corredor hipotecario anónimo como se afirma: "El precio por entrar al cielo es de unos 50 puntos básicos".

### Citas
1. 1 2 3 4  Khan, Islamic Banking in Pakistan, 2015: p.91
2. 1 2 3 4  «Islamic Banking. Profit-and-Loss Sharing». Institute of Islamic Banking and Insurance. Archivado desde el original el 30 de julio de 2012. Consultado el 15 de agosto de 2015.
3. ↑  «PROFIT AND LOSS SHARING Definition». VentureLine. Consultado el 16 de agosto de 2015.
4. 1 2 3  Curtis, Mallet-Prevost, Colt & Mosle LLP (3 de julio de 2012). «Islamic Banking: A Brief Introduction». Oman Law Blog. Curtis, Mallet-Prevost, Colt & Mosle LLP. Consultado el 10 de agosto de 2015.
5. 1 2 3 4 5 6 7 8 9 10 11 12  Khan, What Is Wrong with Islamic Economics?, 2013: p.322-3
6. 1 2  Khan M. Mansoor and M. Ishaq Bhatti. 2008. Developments in Islamic banking: The case of Pakistan Archivado el 22 de diciembre de 2018 en Wayback Machine.. Houndsmills, Basingstoke: Palgrave Macmillan, p.49
7. 1 2 3 4 5 6  Khan, What Is Wrong with Islamic Economics?, 2013: p.275
8. 1 2  Ayub, 2007, p. 307-308.
9. 1 2  Usmani, 1998, p. 35-36.
10. 1 2  Yousef, Tarik M. (2004). «The Murabaha Syndrome in Islamic Finance: Laws, Institutions, and Politics».  En Henry, Clement M.; Wilson, Rodney, eds. THE POLITICS OF ISLAMIC FINANCE. Edinburgh: Edinburgh University Press. Consultado el 5 de agosto de 2015.
11. ↑  Jamaldeen, Islamic Finance For Dummies, 2012:149
12. ↑  Ayub, 2007, p. 311.
13. ↑  Jamaldeen, Islamic Finance For Dummies, 2012:147
14. ↑  Eisenberg, David (2012). Islamic Finance: Law and Practice. Oxford University Press. p. 6.34. ISBN 9780191630897. Consultado el 28 de marzo de 2017.
15. ↑  Jamaldeen, Faleel. Islamic Finance for Dummies (ebook). p. 387.
16. 1 2  Usmani, 1998, p. 32.
17. 1 2 3  El Tiby Ahmed, Amr Mohamed (2011). Islamic Banking: How to Manage Risk and Improve Profitability. Wiley. p. 54. ISBN 9780470930113. Consultado el 23 de julio de 2016.
18. 1 2  Turk, Rima A. (27–30 April 2014). Main Types and Risks of Islamic Banking Products. Kuwait: Regional Workshop on Islamic Banking. International Monetary Fund. p. 9. Archivado desde el original el 17 de mayo de 2017. Consultado el 17 de agosto de 2017.
19. ↑  Jamaldeen, Islamic Finance For Dummies, 2012:149-50
20. ↑  Warde, Islamic finance in the global economy, 2000: p.164
21. ↑  Khan, What Is Wrong with Islamic Economics?, 2013: p.321
22. ↑  Khan, What Is Wrong with Islamic Economics?, 2013: p.232-3
23. ↑  Jamaldeen, Islamic Finance For Dummies, 2012:152
24. ↑  Usmani, 1998, p. 17-36.
25. ↑  C. R. Tyser (1329 AH) The Mejelle, Majallah Al-Ahkam Al-Adiyah. A Complete Code or Islamic Civil Law, The Book House, Pakistan. (n.d)
26. ↑  Ibn Arfa (1984) Mukhtesan of Sidi Khalil, as cited in Abdur Rahman I., Doi, Shariah: The Islamic Law, A.S. Noordeen, Kuala Lumpur.
27. ↑  Akram Khan, M. (1990) Glossary of Islamic Economic, MANSELL, London, p. 100.
28. ↑  Nomani, Farhad; Rahnema, Ali (1994). Islamic Economic Systems. New Jersey: Zed books limited. pp. 99-101. ISBN 1-85649-058-0.
29. ↑  «Musharaka - Islamic Banking | Noorbank». www.noorbank.com (en inglés). Archivado desde el original el 31 de enero de 2018. Consultado el 31 de enero de 2018.
30. ↑  «THE DECLINING BALANCE CO-OWNERSHIP PROGRAM AN OVERVIEW». Guidance Residential. 21 de octubre de 2002. Archivado desde el original el 6 de septiembre de 2014. Consultado el 6 de septiembre de 2016.
31. ↑  «Islamic banks commercial transactions». Financial Islam - Islamic Finance. Archivado desde el original el 12 de julio de 2016. Consultado el 12 de julio de 2016.
32. 1 2 3  Turk, Rima A. (27–30 April 2014). Main Types and Risks of Islamic Banking Products. Kuwait: Regional Workshop on Islamic Banking. International Monetary Fund. p. 21. Archivado desde el original el 17 de mayo de 2017. Consultado el 17 de agosto de 2017.
33. ↑  «Diminishing Musharakah». Financial Islam. Consultado el 20 de septiembre de 2017.
34. ↑  Turk, Rima A. (27–30 April 2014). Main Types and Risks of Islamic Banking Products. Kuwait: Regional Workshop on Islamic Banking. International Monetary Fund. p. 22. Archivado desde el original el 17 de mayo de 2017. Consultado el 17 de agosto de 2017.
35. ↑  Jamaldeen, Islamic Finance For Dummies, 2012:152-3
36. ↑  Turk, Rima A. (27–30 April 2014). Main Types and Risks of Islamic Banking Products. Kuwait: Regional Workshop on Islamic Banking. International Monetary Fund. p. 24. Archivado desde el original el 17 de mayo de 2017. Consultado el 17 de agosto de 2017.
37. ↑  «Is Musharakah Mutanaqisah a practical alternative to conventional home financing?». Islamic Finance News. 2 de diciembre de 2015. Consultado el 1 de agosto de 2016.
38. 1 2 3  Moriguchi, Takao; Khattak, Mudeer Ahmed (2016). «Contemporary Practices of Musharakah in Financial Transactions». IJMAR International Journal of Management and Applied Research 3 (2). Consultado el 21 de marzo de 2017.
39. ↑  «LARIBA, AMERICAN FINANCE HOUSE, FAQ - Frequently Asked Questions». www.lariba.com (en inglés). Consultado el 21 de marzo de 2017.
40. 1 2  Jamaldeen, Islamic Finance For Dummies, 2012:153
41. ↑  El-Gamal, M.A. (2000). Basic Guide to Contemporary Islamic Banking and Finance. Plainfield, IL: Islamic Society of North America. p. 16.
42. ↑  Khan, Islamic Banking in Pakistan, 2015: p.103
43. ↑  Khan, Islamic Banking in Pakistan, 2015: p.104
44. 1 2 3 4 5 6  «Mudarabah». Concepts in Islamic Economics and Finance. 2 de abril de 2006. Consultado el 17 de agosto de 2015.
45. ↑  Usmani, 1998, p. 33.
46. ↑  Usmani, 1998, p. 24.
47. 1 2 3  Khan, What Is Wrong with Islamic Economics?, 2013: p.325
48. ↑  Usmani, Historic Judgment on Interest, 1999: para 204
49. ↑  Usmani, Historic Judgment on Interest, 1999: para 205
50. ↑  Usmani, 1998, p. 239-240.
51. ↑  Usmani, Historic Judgment on Interest, 1999: para 204, 205
52. ↑  Albalawi, Suliman Hamdan (September 2006). «Banking System in Islamic Countries: Saudi Arabia and Egypt. A Dissertation Submitted to the School of Law and the Committee on Graduate Studies of Stanford University». law.stanford.edu. Consultado el 10 de abril de 2015.
53. ↑  Z. Hasan, "Fifty years of Malaysian economic development: Policies and achievements", Review of Islamic Economics, 11 (2) (2007))
54. ↑  Asutay, Mehmet. 2007. Conceptualization of the second best solution in overcoming the social failure of Islamic banking and finance: Examining the overpowering of the homoislamicus by homoeconomicus. IIUM Journal of Economics and Management 15 (2) 173
55. ↑  Usmani, 1998, p. 113.
56. ↑  Naqvi, S.N.H. 2000. Islamic banking: An evaluation. IIUM Journal of Economics and Management 8 (1) 41-70
57. ↑  Jamaldeen, Islamic Finance For Dummies, 2012:265
58. 1 2  Khan, Islamic Banking in Pakistan, 2015, p.98-9
59. ↑  El-Gamal, Islamic Finance, 2006: p.143
60. 1 2 3 4 5 6 7  Dar, Humayon A. and J.R. Presley (2000-01. Lack of profit loss sharing in Islamic banking: Management and control imbalance., Economics research paper 024. Leicester: Loughborough University. 5-6)
61. ↑  Khan, What Is Wrong with Islamic Economics?, 2013: p.278, 18.3
62. ↑  Jalali-Naini, A.R. (2000). "The structure and volatility of fiscal revenue in MENA countries", paper presented at the Mediterranean Development Forum. Cairo Egypt. p. 11.
63. 1 2  Khan, Islamic Banking in Pakistan, 2015, p.100
64. 1 2  Usmani, Historic Judgment on Interest, 1999: para 216
65. ↑  Ahmad, Ausaf. (1993). Contemporary Practices of Islamic Financing Techniques. Research Paper #20. Islamic Research and Training Institute, Islamic Development Bank. p. 59. Archivado desde el original el 17 de mayo de 2017. Consultado el 11 de junio de 2017.
66. 1 2 3  Khan, Islamic Banking in Pakistan, 2015: p101
67. ↑  Baele, L.; Farooq, M.; Ongena, S. (2014). «Of Religion and Redemption: Evidence from Default on Islamic loans». Journal of Banking and Finance: 7.
68. ↑  El-Gamal, Islamic Finance, 2006: p.20-1
69. ↑  Henderson, A. (2009). «The regulation of Shari'a-compliant financial services and products: approaches and challenges"».  En Khorshid, A., ed. Euromoney Encyclopedia of Islamic Finance (2nd edición). London. p. 378.
70. ↑  Khan, What Is Wrong with Islamic Economics?, 2013: p.326-7
71. ↑  Khan, What Is Wrong with Islamic Economics?, 2013: p.276, 277 18.1, 18.2
72. ↑  Balala, Maha-Hanaan (2011). Islamic finance and law. London and New York: I.B. Tauris.
73. ↑  Khan, What Is Wrong with Islamic Economics?, 2013: p.278-9
74. 1 2 3 4  Iqbal, Munawar and Philip Molyneux. 2005. Thirty years of Islamic banking: History, performance and prospects. New York: Palgrave Macmillan. p.136
75. ↑  Khan, What Is Wrong with Islamic Economics?, 2013: p.324
76. ↑  Khan, What Is Wrong with Islamic Economics?, 2013: p.282, 18.6.6
77. ↑  Stiansen, E. (2004),  C.M. Henry; and R. Wilson, eds., Interest politics. Islamic finance in the Sunday 1977-2001, Edinburgh: Edinburgh University Press, pp. 163-4.
78. 1 2 3  Khan, Islamic Banking in Pakistan, 2015: p.94
79. ↑  Khan, F. «How "Islamic" is Islamic Banking?». Journal of Economic Behavior and Organization 76 (3): 811.
80. 1 2  Khan, Islamic Banking in Pakistan, 2015: p.105
81. 1 2  Khan, Islamic Banking in Pakistan, 2015: p.105-6
82. ↑  29th IDB Annual Report 1424H (2003-2004), Jeddah: Islamic Development Bank 2004,
83. ↑  Islamic Development Bank 2007, 32nd IDB Annual Report 1427H
84. ↑  Khan, Islamic Banking in Pakistan, 2015: p.95
85. ↑  Healy, Patrick O. (7 de agosto de 2005). «For Muslims, loans for the conscience». The New York Times. New York Times. Consultado el 11 de junio de 2017.
86. ↑  Morais, R.C. (23 de julio de 2007). «Don't call it interest». Forbes: 132. Consultado el 11 de junio de 2017.
87. ↑  Khan, Islamic Banking in Pakistan, 2015: p.102-3

### Libros y artículos de revistas.
- Ayub, Muhammad (2007). Understanding Islamic Finance. Wiley.
- el-Gamal, Mahmoud A. (2006). Islamic Finance : Law, Economics, and Practice. New York, NY: Cambridge. ISBN 9780521864145. Archivado desde el original el 3 de abril de 2018. Consultado el 11 de marzo de 2017.
- Jamaldeen, Faleel (2012). Islamic Finance For Dummies (en inglés). John Wiley & Sons. ISBN 9781118233900.
- Khan, Feisal (22 de diciembre de 2015). Islamic Banking in Pakistan: Shariah-Compliant Finance and the Quest to Make Pakistan More Islamic (en inglés). Routledge. ISBN 9781317366539. Consultado el 9 de febrero de 2017.
- Khan, Muhammad Akram (2013). What Is Wrong with Islamic Economics?: Analysing the Present State and Future Agenda. Edward Elgar Publishing. ISBN 9781782544159. Consultado el 26 de marzo de 2015.
- Turk, Rima A. (27–30 April 2014). Main Types and Risks of Islamic Banking Products. Kuwait: Regional Workshop on Islamic Banking. International Monetary Fund. Archivado desde el original el 17 de mayo de 2017. Consultado el 17 de agosto de 2017.
- Usmani, Muhammad Taqi (1998). An Introduction to Islamic Finance. Karachi. Archivado desde el original el 7 de agosto de 2015. Consultado el 14 de diciembre de 2023.
- Usmani, Muhammad Taqi (December 1999). The Historic Judgment on Interest Delivered in the Supreme Court of Pakistan. Karachi, Pakistan: albalagh.net.
- Warde, Ibrahim (2000). Islamic finance in the global economy. Edinburgh: Edinburgh University Press. ISBN 9780748627769.

- Datos: Q28134640